# Kaplica Trójcy Świętej w Lublinie
Kaplica Trójcy Świętej w Lublinie (pot. Kaplica Zamkowa) – kaplica znajdująca się na dziedzińcu zamkowym w Lublinie, połączona z częścią muzealną zamku. Kaplica stanowi integralną część obiektu.

## Historia

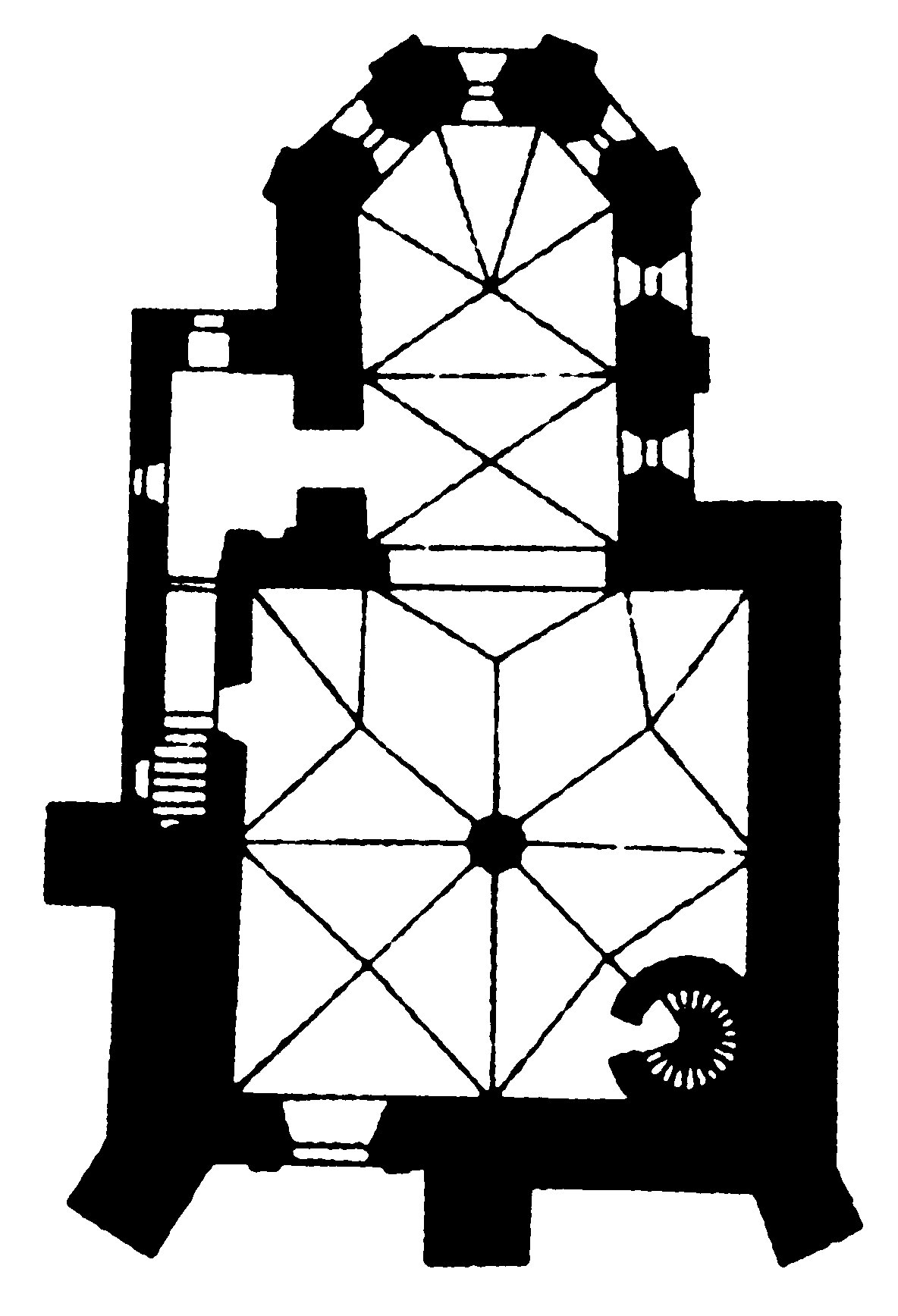
Plan kaplicy

Kaplica została zbudowana pomiędzy latami 1341 a 1370 w czasach panowania Kazimierza Wielkiego. Mury całej kaplicy – nawy i prezbiterium, w obu ich poziomach – powstały wg jednej koncepcji. Posiadała nawę oraz wielokątne prezbiterium, do którego, przypuszczalnie krótko po rozpoczęciu budowy, dostawiono z obu stron zamkowe mury obwodowe. Z inicjatywy Władysława Jagiełły kaplica została przed 1418 rokiem ozdobiona malowidłami bizantyjskimi. W bryle kościoła dominowały dwa strome, schodkowe szczyty, które przetrwały do lat pięćdziesiątych XVII wieku. Dolną kondygnację przeznaczono na kryptę dla zmarłych kapelanów i miejscowych dostojników, zaś górną dla potrzeb religijnych. Wieloboczne prezbiterium oraz kwadratowa nawa sklepione były żebrowo. Sklepienie nawy podtrzymywał centralnie osadzony filar. Ten element konstrukcyjny był typowy dla architektury sakralnej i świeckiej w okresie panowania Kazimierza Wielkiego. W okresie renesansu kościół miał nadal charakter gotycki, chociaż wejście umieszczono na poziomie pierwszego piętra i ujęto je w nowy renesansowy portal, wykonany w warsztacie kamieniarskim Komasków. Dopiero w XVII wieku fasada świątyni była już zwieńczona szczytem w stylu renesansu lubelskiego.
W drugim dziesięcioleciu XV wieku podjęte zostały prace malarskie we wnętrzu kościoła. Wykonał je anonimowy zespół malarzy ruskich pod kierownictwem mistrza Andrzeja. Ściany i sklepienie pokryte zostały polichromią w stylu rusko-bizantyńskim. Malowidła ukończono w 1418 roku, co zostało utrwalone cyrylicą na tablicy fundacyjnej w łuku tęczowym kościoła. Poza scenami religijnymi zdobiącymi wnętrze kościoła znajdują się tu dwa portrety Władysława Jagiełły. Polichromię wykonano różnymi technikami: na suchym i na mokrym tynku, farbami temperowymi.
Kres świetności budowli przyniósł dekret Piusa VII z 1818 roku, ograniczający dochody mansjonarzy. Podczas prac nad nową budowlą więzienną, w latach 1823–1826, kościół został połączony z zabudowaniami neogotyckimi i stał się kaplicą więzienną. Z zewnątrz i od wewnątrz otynkowano go, przez co zniszczono bezcenne malowidła. W końcu XIX wieku kaplica więzienna uległa niewielkim przeobrażeniom: zdemontowano zewnętrzne schody, a portal przekształcono w okno. W 1899 roku Józef Smoliński odkrył fragmenty XV-wiecznej polichromii. W latach 1917–1918 odsłonięto dalsze partie malowideł.

## Renowacja i prace zabezpieczające
W latach 50. XX wieku, po przeznaczeniu zamku na cele kultury, rozpoczęto gruntowną renowację kościoła. Około 1970 roku usunięto z dachu kaplicy dachówkę ceramiczną i położono w to miejsce blachę. Zdjęto zewnętrzne tynki oraz zrekonstruowano zabytkowe freski. Renowacja i konserwacja malowideł zakończona została w 1997 roku.
W sierpniu 2007 trwały prace mające na celu zalepienie pęknięć ścian prezbiterium. Pod fundamenty kaplicy zostały podłożone masywne podpory betonowe. Pęknięcia, mające nawet do 1 cm szerokości, spowodowała deszczówka, która wypłukiwała grunt spod fundamentów. Możliwe, że uszkodzenia powstały ponad sto lat wcześniej. Wstrzykiwano w nie ponad 2 tysiące litrów substancji klejącej, mieszaniny białego cementu i ciasta wapiennego. Na sklepieniu prezbiterium ułożono wzmacniającą siatkę z włókna węglowego zatapianej w matrycy mineralnej. Nad sklepieniem zainstalowano stalową opaskę, utrzymująca całą konstrukcję. Na wiosnę 2008 odbyła się ostatnia faza prac: usunięto ślady pęknięć i przykryto je zrekonstruowanymi freskami.

## Freski
Nie wiadomo, kiedy rozpoczęto pracę przy polichromii. W najstarszej księdze miejskiej Lublina widnieje wzmianka z 1407 roku o wydatkach na prace malarskie w kaplicy. Malowidła zaś ukończono 10 sierpnia 1418 roku, w dzień św. Wawrzyńca.
Fundatorem fresków bizantyjsko-ruskich był król Władysław Jagiełło. Freski wykonane były przez kilku malarzy, główny mistrz Andrzej – jego imię widnieje w napisie fundacyjnym – był autorem większości fresków związanych z cyklem świąt i męką Pańską. W cyklu świąt występują wzory tradycyjne będące charakterystycznymi dla Bizancjum, w cyklu męki Pańskiej zaś wzory serbsko-atoskie.
Za wizerunek Chrystusa, scenę Zwiastowania, postaci proroków, świętych i aniołów odpowiadał Cyryl, którego cechami charakterystycznymi były frontalne ujęcie postaci i jednolity typ twarzy. Malarz reprezentował manierę hieratyczno-ikonową.
Freski znajdujące się na ścianie tęczowej oraz dolnej strefie nawy wykonane są przez malarza Juszko, który związany był ze środowiskiem halicko-wołyńskim. W swoich pracach stosował archaiczne schematy ikonograficzne.
Technika wykorzystana do dekoracji lubelskiej kaplicy to nanoszenie roztartych z wodą barwników na mokrą zaprawę wapienną zawierającą cięte włókna lnu i słomy. Wykonawcy za każdym razem przygotowywali zaprawę potrzebną do wykonania dziennej partii. Spośród naturalnych pigmentów stosowano: biel świętojańską, malachit, węgiel drzewny, azuryt oraz glinki żelazowe. Końcowym etapem prac było pozłacanie nimbów i szczegółów szat.
Wszystkie freski kaplicy Trójcy Świętej w Lublinie tworzą spójny program ikonograficzny, osadzony na kanonie bizantyńskim. Kompozycje są uporządkowane według hierarchii, zaczynając od najwyższych partii sklepienia, gdzie umieszczono Chrystusa w majestacie, Ducha Świętego i aniołów, po niższe strefy przedstawiające wydarzenia ziemskie. Kaplica, choć architektonicznie niezgodna z przestrzenią typową dla kościoła bizantyńskiego, zachowuje ten układ.

Dekoracja kaplicy została poddana wielu procesom konserwatorskim, z których pierwsze miały miejsce już pod koniec XIX wieku. Fragmenty fresków odkrył Józef Smoliński, a kolejne prace prowadzono na przełomie XIX i XX wieku pod kierownictwem Cesarskiej Komisji Archeologicznej z Petersburga. W XX wieku kaplica przeszła wiele etapów konserwacji, w trakcie których przywrócono część utraconych fresków, a w 1997 roku, po zakończeniu prac, ponownie udostępniono kaplicę zwiedzającym. 

## Architektura
Kaplica należy do dwukondygnacyjnych jednofilarowych świątyń powszechnych w łacińskiej średniowiecznej Europie. Jest podzielona na kondygnacje. Taki zabieg uwarunkowany był jej funkcją jako kaplicy królewskiej. W górnym kościele odprawiano liturgię z udziałem króla lub osób związanych z dworem. W budowli część przyziemna była zapleczem dla duchownych. Przejście między kondygnacjami umożliwiały strome schody umieszczone w grubości murów ścian północnej i południowej. Górna kaplica ma kwadratową nawę i wieloboczne wydłużone prezbiterium. Pośrodku nawy stoi ośmioboczny filar podpierający gwiaździste sklepienie. Nawę i prezbiterium oddziela prosty, wycięty w murze łuk tęczowy. Obie kondygnacje mają jednakowy układ przestrzenny wnętrza, charakterystyczny dla późnego gotyku. Rozwiązania konstrukcyjne, żebra sklepienne, wsporniki, zamknięte ostrym łukiem okna i portale decydują o przynależności architektury kaplicy do kultury zachodniej Europy. Wszechobecne dekoracje malarskie należą do kręgu kultury bizantyńskiej i oparte są na uświęconym wielowiekową tradycją kanonie ikonograficznym.

## Upamiętnienia
- 22 maja 2017 roku Narodowy Bank Polski wyemitował okolicznościową monetę pięciozłotową z serii „Odkryj Polskę” przedstawiającą Kaplicę Trójcy Świętej[11].
- W 2011 roku Kaplica została laureatem plebiscytu magazynu „National Geographic Traveler” „7 Nowych Cudów Polski”[7].